# Du (entreprise)
Pour les articles homonymes, voir Du.
Ne doit pas être confondu avec Emirates Telecommunications Corporation
 (mars 2019).
Emirates Integrated Telecommunications Company (en arabe : شركة الإمارات للاتصالات المتكاملة), commercialisé sous la marque Du depuis février 2007, est l’un des deux opérateurs de télécommunication situés aux Émirats arabes unis (l’autre étant Etisalat). Du offre des services de lignes fixes, de téléphonie mobile, d’Internet et de télévision numérique dans les Émirats arabes unis.

## L'histoire
Le nom officiel de Du est Emirates Integrated Telecommunications Company (EITC). Il a été commercialisé sous la marque du en février 2007. La société comptait 4,5 millions d'abonnés à la fin du mois de mars 2011. La société a lancé les services de télécommunication mobile en février 2007 dans l'ensemble des Émirats arabes unis. Il a publié ses résultats annuels 2008 en février, révélant qu'il avait ajouté 1,88 million de clients mobiles au cours des 12 derniers mois. Les revenus de 1,08 milliard de dollars ont augmenté de 157% par rapport à l'année précédente. Avant le lancement des services en 2006, les actionnaires offraient 20% de leurs actions dans le cadre d’un PAPE. Emirates Bank et Emirates Financial Services ont géré la vente des actions.

## La possession
EITC appartient à 39,5% à Emirates Investment Authority (EIA), 20,08% de Mubadala Development Company, 20% à Emirates Communications & Technology Company LLC (ECT) et à 20,92% d' actionnaires publics. Elle est cotée sur le marché financier de Dubaï (DFM) et se négocie sous le nom du.

## Ventes et expansion
En 2012, du réalisé à périmètre comparable des revenus de 10,16 milliards AED (9,8 milliards enregistré des revenus AED), soit une augmentation de 14,71% par rapport à 2011. La société a acquis 1 241 251 nouveaux clients nets de téléphonie mobile, soit une part de marché globale de 48,7% et une part de valeur de 32,5% dans ses états financiers consolidés pour 2012.
Le chiffre d'affaires de données mobiles a augmenté de 74% par rapport à 2011, pour atteindre 1,76 milliard d'AED en 2012, contre 1,01 milliard d'AED par rapport à 2011.
La croissance de l' EBITDA de la société pour 2012 s'est établie à 3,99 milliards d'AED, soit 37,1%, ce qui représente une marge d'EBITDA de 39,37% pour 2012. Le bénéfice net avant redevances a augmenté de 55,81% pour atteindre 2,82 milliards de AED en 2012. Le gouvernement fédéral a confirmé que la redevance de 2012 s'élevait à 5% du chiffre d'affaires et à 17,5% du bénéfice, générant un bénéfice net après redevance de 1,98 milliard de AED.

## Résultats financiers
Le chiffre d'affaires total annoncé dans le rapport annuel 2012 de du en millions de AED est de:
| 2008  | 2009  | 2010  | 2011                      | 2012                       |
| ----- | ----- | ----- | ------------------------- | -------------------------- |
| 2 951 | 5 339 | 7 074 | 8 855 (brut); 8 539 (net) | 10 157 (brut); 9 842 (net) |

La répartition des revenus en 2012 était la suivante:
| Téléphonie - mobile | Téléphonie - fixe | Diffusion | De gros |
| ------------------- | ----------------- | --------- | ------- |
| 78,1%               | 16%               | 1,7%      | 4,3%    |

## Services et produits
Du propose des services de téléphonie mobile et fixe, de connectivité haut débit et IPTV aux particuliers, aux particuliers et aux entreprises. La société fournit également des services d'opérateur aux entreprises et des services de liaison montante / descendante par satellite aux radiodiffuseurs. Les abonnés aux services du mobile peuvent être identifiés par les préfixes 055 et 052.
Le 11 février 2007, du a lancé son propre service mobile avec des tarifs d’appels presque identiques à ceux d’ Etisalat, éliminant ainsi toute possibilité de concurrence par les prix entre les deux fournisseurs.
Les produits et services promus par du comprennent [du Live !, le forfait prépayé Pay As You Go avec sa carte de recharge WoW, le Plan émirati, du TV +, le forfait double jeu TV / Internet Talk and Surf et le triple TV / Internet / ligne fixe jouer au forfait Talk, Surf and Watch. Parmi les services et campagnes lancés par du, citons sa campagne de réservation de numéros pour les particuliers et les entreprises, le système de facturation Pay TV, la télévision mobile et la carte de recharge du forfait prépayé «WoW», qui offre aux clients le choix entre «plus de crédit», «plus temps »et maintenant l’option de recharge« plus internationale »avec un crédit supplémentaire sur les appels internationaux).du dispose également d’un portail de services en ligne SelfCare pour le paiement des factures et la gestion des abonnements pour ses clients.

## Réseau

### Résumé radiofréquence
| La fréquence | Protocole                 | B: et | Classe | Largeur de canal |
| ------------ | ------------------------- | ----- | ------ | ---------------- |
| 900 MHz      | GSM / GPRS / EDGE         |       | 2G     | 9.4 MHz          |
| 2100 MHz     | UMTS / HSPA + / DC-HSPA + | 1     | 3G     | dix MHz          |
| 1800 MHz     | LTE / LTE Advanced        | 3     | 4G     | 20 MHz           |
| 800 MHz      | LTE / LTE Advanced        | 20    | 4G     | 15 MHz           |

### LTE
Du a lancé le LTE en 2012 sur le FDD-LTE Band 3 (1800   MHz), en août 2014, il a été annoncé que du avait installé et testé avec succès VoLTE sur son réseau.
En juillet 2014, du a lancé Cat. 6 LTE-Advanced avec agrégation de transporteurs et MIMO 4x4 combinant 20   MHz de la bande 3 (1800   MHz) et 15   MHz de la bande 20 (800   MHz).

## La censure
En mars 2008, Du a commencé à bloquer sélectivement le trafic VoIP, empêchant les clients d’utiliser la fonctionnalité ordinateur-téléphone des systèmes VoIP. Le blocage est justifié par le fait que les services VoIP d’ordinateur à téléphone sont illégaux au regard de la loi sur les télécommunications des EAU. Les deux opérateurs télécoms des EAU tirent une grande partie de leurs revenus d'expatriés effectuant des appels internationaux onéreux vers leur pays d'origine.
Toutefois, une exception spécifique dans la loi sur les télécommunications autorise l’utilisation de la VoIP pour les appels entre ordinateurs. Il est donc toujours possible d’accéder aux sites Web VoIP, de télécharger un logiciel VoIP, de configurer des comptes et d’utiliser le logiciel pour effectuer des communications entre ordinateurs. appels informatiques, audio et vidéo. Si un appel d'ordinateur à téléphone est tenté, la connexion échouera si un VPN n'est pas utilisé (voir ci-dessous).
Le 14 avril 2008, du a commencé à instaurer la même censure généralisée du Web que pratique Etisalat depuis plusieurs années. Toute tentative d'accès à un contenu jugé «inapproprié» par le censeur des Émirats Arabes Unis entraîne la création d'une page «bloquée». Les pages susceptibles d'être bloquées par la censure sont des contenus pornographiques, des blogs, des forums et des articles d'actualité, en particulier lorsque ceux-ci s'expriment de manière critique vis-à-vis du pouvoir en place.

## Résolveurs DNS
- Serveur DNS 1: 94.200.200.200
- Serveur DNS 2: 91.74.74.74

## Voir également
- Etisalat
- Télécommunications aux Emirats Arabes Unis